# 30. Waffen-Grenadier-Division der SS (weißruthenische Nr. 1)
Die 30. Waffen-Grenadier-Division der SS (weißruthenische Nr. 1), in Stärke einer Brigade, entstand auf Befehl des SS-Führungshauptamtes am 9. März 1945 aus der Waffen-Grenadier-Brigade der SS (weißruthenische Nr. 1), die hauptsächlich aus weißrussischen Freiwilligen bestand, und wurde im April 1945 als SS-Polizei-Bataillon Siegling in die 38. SS-Grenadier-Division „Nibelungen“ eingegliedert. Die Angehörigen der Einheit trugen ein rot-weißes Armschild auf ihren Uniformen. Am 25. März 1945 traf sich Radaslau Astrouski mit den Kommandeuren der 30. Waffen-Grenadier-Division der SS (weißruthenische Nr. 1) in Hirschau. Die Überlebenden ergaben sich im April 1945 in Zwiesel den amerikanischen Truppen, die die meisten der Angehörigen an die Sowjetunion auslieferten, wo sie dann hingerichtet wurden.

## Gliederung
- Waffen-Grenadier-Regiment der SS 75 (I. – III.)
- Artillerie-Abteilung
- Panzerjäger-Abteilung
- Reiter-Schwadron

## Kommandeur
- Februar bis Mai 1945: SS-Obersturmbannführer Hans Siegling